# Chico (Sprache)
Chico (auch Valley Maidu) ist eine ausgestorbene Sprache der Maiduan-Sprachen innerhalb der Penuti-Sprachen. Sie wurde von den Maidu gesprochen, die in Nord-Kalifornien zwischen Sacramento und den Ausläufern der Sierra Nevada lebten.